# ルパート駅

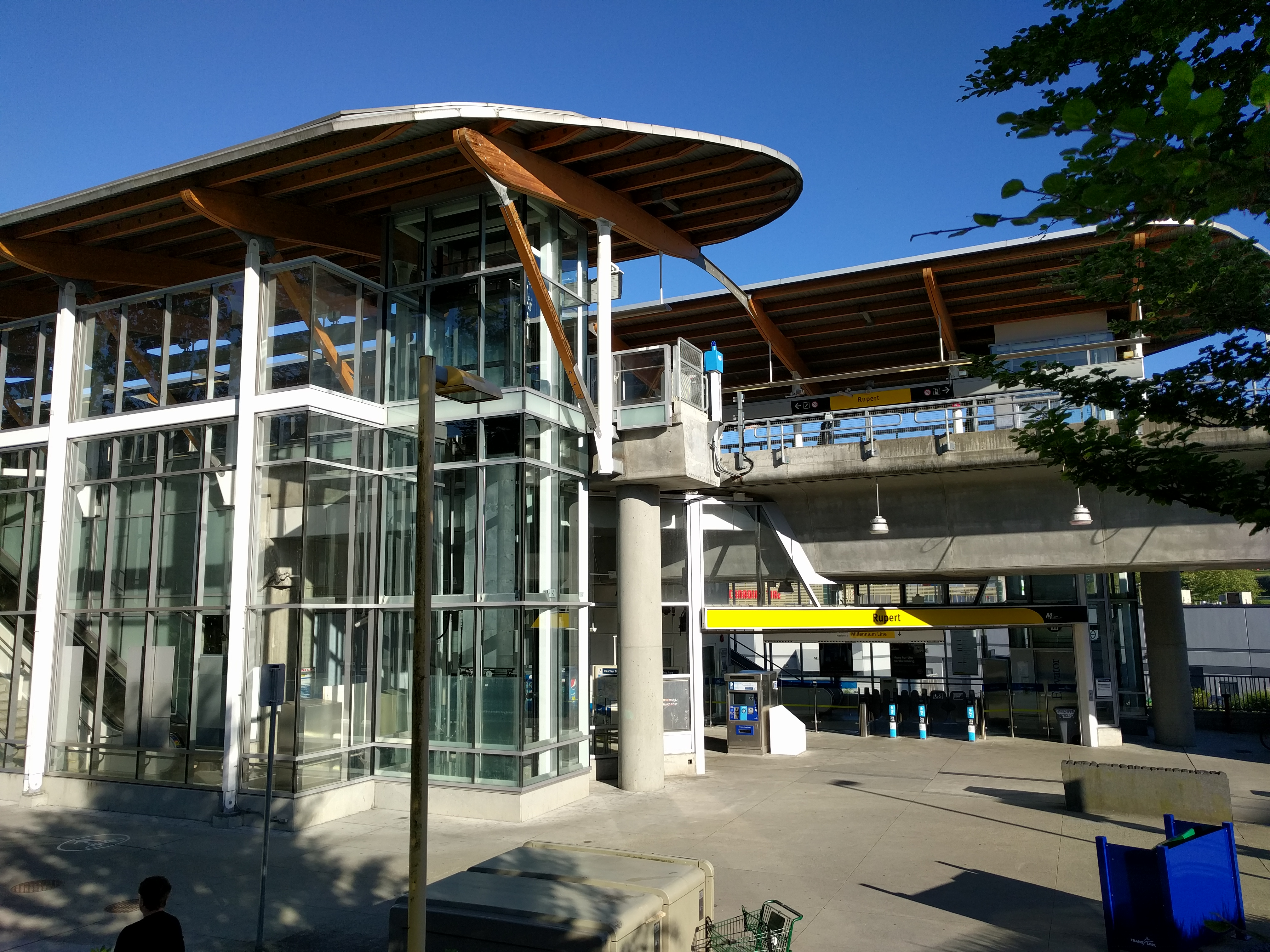
ルパート駅外部

ルパート駅（英: Rupert Station）は、カナダのブリティッシュコロンビア州バンクーバー市にある、スカイトレイン ミレニアム・ラインの駅である。

## 歴史
- 2002年8月31日：ミレニアム・ラインの駅として開業[1]。
- 2016年1月：ICカード「コンパスカード」の利用が可能となる[2]。

## 駅構造
相対式ホーム2面2線を有する高架駅である。
| ホーム | 路線              | 行先                          |
| ------ | ----------------- | ----------------------------- |
| 1      | ■ミレニアムライン | VCC-クラーク方面              |
| 2      | ■ミレニアムライン | ラファージ湖 - ダグラス駅方面 |

## 駅周辺
施設
- ティムホートンズ(構内営業)
- Falaise公園
- カナディアン・タイヤ
- ザ・リアル・カナディアン・スーパーストア
- ウォルマート
- マークス
- セーブ・オン・フーズ

バス路線
| バス停 | 路線                                |
| ------ | ----------------------------------- |
| 58129  | 27 系統・ジョイス・コリングウッド駅 |
| 58130  | 27 系統・クートニー・ループ         |

## 隣の駅
■ミレニアムライン
レフリュー駅 - ルパート駅 - ギルモア駅